# هارولد توماس
هارولد توماس (بالإنجليزية: Harold Thomas)‏ (11 يناير 1909 – 29 مارس 1933) هو ملاكم نيوزيلندي راحل، مثّل بلاده في الألعاب الأولمبية الصيفية 1932.

## روابط خارجية
هارولد توماس على موقع أوليمبيديا (الإنجليزية)
- هارولد توماس على موقع اللجنة الأولمبية النيوزيلندية (الإنجليزية)